# Jongenbos
Het Jongenbos is een landgoedcomplex dat oorspronkelijk behoorde bij het Kasteel Jongenbos te Vliermaalroot. Het bestaat tegenwoordig uit 20 ha kasteelpark, 100 ha bos en 180 ha akker en weide. Vanaf 1995 is 73 ha van het bos aangewezen als bosreservaat. Het gebied is Europees beschermd als onderdeel van Natura 2000-gebied 'Bossen en kalkgraslanden van Haspengouw' (BE2200038).

## Geschiedenis
Het bos is gelegen op de overgang van Kempen en (vochtig-)Haspengouw en bestaat voornamelijk uit zandleemgronden, met donken en klei in de beekdalen. Naast arme dennen- en loofhoutbossen zijn er eikenbossen die omstreeks 1850 werden aangeplant, en beekbegeleidende bossen, met name in de vallei van de Winterbeek, later beplant met populieren.
Reeds was er bos, maar toen Willem van der Meer van 1844-1845 het kasteel liet bouwen, werden bomen uit dit bos gebruikt voor houtwerk en brandstof, waarop van 1844-1848 nieuwe aanplant werd uitgevoerd. Ongeveer 70.000 boompjes zouden zijn geplant. Aldus ontstond de naam den jongen bosch, waarop de kasteelheer zijn woning Château de
Jongenbos zou hebben genoemd.
Tot ongeveer 1950 had de kasteelheer wel 100 mensen in dienst om het bos te onderhouden. Sinds de tweede wereldoorlog werden er ongeveer 30 ha omgevormd tot akker- en weiland. De rest werd niet meer bijgehouden. In 1995 werd het bos aangekocht door de Vlaamse gemeenschap, en werd het als bosreservaat ingesteld. Slechts enige exploitatie van de populierenbestanden aan de rand van het boscomplex vond sindsdien nog plaats.

## Flora en fauna
Langs de beek vindt men bosanemoon, speenkruid, gele dovenetel en slanke sleutelbloem, terwijl op sommige plaatsen schaafstro en bleke zegge voorkomen. In 1982 werden 57 soorten broedvogels geteld, waarvan in latere jaren een aanzienlijk aantal soorten ontbraken. Wel werden in 2003 buizerd, fluiter, boomklever, glanskop en zwarte specht waargenomen.

## Externe bron
- De Keverfauna van het Jongenbos